# (956) Elisa
(956) Elisa és un asteroide del cinturó principal descobert per l'astrònom Karl Wilhelm Reinmuth en 1921 des de l'observatori de Heidelberg-Königstuhl, Heidelberg, Alemanya.
Porta el seu nom en honor d'Elisa Reinmuth, la mare del descobridor.
La seva distància mínima d'intersecció de l'òrbita terrestre és de 0,81912 ua. El seu TJ és de 3,558.
Les observacions fotomètriques recollides d'aquest asteroide mostren un període de rotació de 16,492 hores, amb una variació de lluentor de 12,2 de magnitud absoluta.